# Gianny De Leu
Gianny De Leu (16 maart 2002) is een Belgisch thaibokser.

## Levensloop
De Leu - afkomstig uit Gent - begon op 10-jarige leeftijd met thaiboksen. In 2018 behaalde hij brons en in 2019 goud in de categorie -54kg op het wereldkampioenschap voor junioren (16-17 jaar). In 2021 te Bangkok werd hij een tweede maal wereldkampioen, ditmaal bij de U23 in de categorie -54kg.
In juni 2022 werd hij te Abu Dhabi wereldkampioen bij de senioren. In de finale van de categorie -54kg versloeg hij de Kazak Shamil Yermagambetov. Op de Europese Spelen van 2023 te Myślenice behaalde hij goud nadat hij in de categorie -60kg de Turk Sercan Koç versloeg.
In oktober 2023 versloeg hij in het Gentse Kuipke de Thai Prai Pa Yak in de strijd voor de WMC-titel in de gewichtsklasse -55kg.
Hij is aangesloten bij Sandu Gym te Ninove. Van beroep is hij lasser.